# Quatrième arrondissement électoral du Nord (Lille) de 1821 à 1830
Le 4e arrondissement électoral du Nord était l'une des 8 circonscriptions législatives françaises que comptait le département du Nord pendant la Seconde Restauration.

## Description géographique et démographique
Le 4e arrondissement électoral du Nord était situé à la périphérie de l'agglomération Lilloise. Située entre les arrondissements d'Hazebrouck et de Douai, la circonscription est centrée autour de la ville de Lille. 
Elle regroupait les divisions administratives suivantes : Canton de Lille-Nord-Est ; Canton de Lille-Sud-Est ; Canton de Lille-Sud-Ouest ; Canton d'Armentières ; Canton de La Bassée ; Canton de Cysoing ; Canton d'Haubourdin ; Canton de Seclin et le Canton de Pont-à-Marcq.

## Historique des députations
| Législature    | Début de mandat  | Fin de mandat    | Député élu                | Parti politique        | Observations                                             |
| -------------- | ---------------- | ---------------- | ------------------------- | ---------------------- | -------------------------------------------------------- |
| 2e législature | 13 novembre 1822 | 24 décembre 1823 | Louis Potteau d'Haucardie | Majorité ministérielle |                                                          |
| 3e législature | 25 février 1824  | 5 novembre 1827  | Louis Potteau d'Haucardie | Majorité ministérielle |                                                          |
| 4e législature | 17 novembre 1827 | 31 mai 1830      | Louis Potteau d'Haucardie | Majorité ministérielle | La chambre élue sera dissoute par le Roi le 16 mai 1830. |